# Philautus nasutus
A Philautus nasutus a kétéltűek (Amphibia)  osztályába, a békák (Anura) rendjébe és az evezőbéka-félék (Rhacophoridae) családjába tartozó kihalt faj.

## Előfordulása
Srí Lanka területén volt honos, feltehetően az erdőirtás okozta kihalását.

## Megjelenése
Bőre szürke színű volt.